# 51e division de fusiliers (2e formation)
Pour les articles homonymes, voir 51e division.
La 51e division de fusiliers (russe : 51-я стрелковая дивизия) est une division d'infanterie de l'Armée rouge pendant la Seconde Guerre mondiale. Elle est formée le 15 avril 1943 à partir de la 15e brigade de fusiliers. Elle combat dans l'opération Bagration et la bataille de Königsberg puis est dissoute en 1946.

## Historique
Une première 51e division de fusiliers est créée en 1919 et dissoute en 1942. La division est de nouveau constituée le 12 juillet 1943 à partir de la 15e brigade de fusiliers. Elle combat dans l'opération Bagration et la bataille de Königsberg. Elle est décorée de l'ordre du Drapeau rouge et de l'ordre de Souvorov.
En mai 1945, la division est rattachée au 124e corps de fusiliers.
Au cours de l'hiver 1945-1946, la division est transférée à Makhatchkala dans le district militaire de Bakou. Le 124e corps dont fait partie la division est alors destiné à débarquer dans le nord de l'Iran si nécessaire. La division et son corps sont dissous en mai 1946.

## Composition
La seconde formation de la 51e division de fusiliers est constituée des unités suivantes :
- 23e régiment de fusiliers
- 287e régiment de fusiliers
- 348e régiment de fusiliers
- 300e régiment de fusiliers
- 91e bataillon antichar séparé
- 30e compagnie de renseignement
- 44e bataillon de sapeurs
- 207e bataillon de communications distinct (plus tard 653e compagnie de communications distincte)
- 115e bataillon médical
- 60e compagnie distincte de défense chimique
- 125e compagnie de transport automobile
- 309e boulangerie de campagne
- 84e hôpital vétérinaire divisionnaire
- 1628e bureau de poste de campagne
- 34e (plus tard 1657e) bureau de campagne de la Banque d'État